# National Balancing Point (RU)
El National Balance Point, (que se puede traducir como Punto Nacional de Balance o Punto Nacional de Equilibrio), comúnmente conocido como NBP, es un lugar comercial virtual para la compra, venta e intercambio de gas natural del Reino Unido.  Es el punto de fijación de precios y entrega del contrato de futuros de gas natural ICE Futures Europe (IntercontinentalExchange). Es el segundo punto de comercio de gas más licuado más importante de Europa y tiene una gran influencia en el precio que los consumidores domésticos pagan por el gas de su hogar en Reino Unido, aunque no en la Europa continental. El gas en el NBP cotiza en peniques por termas. Es similar en concepto al Henry Hub en los Estados Unidos, pero se diferencia en que no es una ubicación física real.

## Balance o equilibrio
A diferencia de los centros comerciales de Europa continental, como Zeebrugge y TTF, no es necesario que las operaciones realizadas en el NBP estén equilibradas, y no hay una sanción fija por estar fuera de balance. En cambio, los cargadores sin saldo al final del día se equilibran automáticamente a través del procedimiento de "retirada de efectivo" mediante el cual el cargador automáticamente compra o vende la cantidad requerida de gas para equilibrar su posición al precio marginal de compra o venta del sistema. por ese día. Este proceso de retiro no se considera una penalización de la misma manera que las impuestas a los transportistas en los mercados continentales, porque los precios de retiro suelen ser muy cercanos al precio al contado. Como resultado de esta liquidez diaria del mercado, el NBP del Reino Unido se utiliza con frecuencia para equilibrar la posición de un transportista en el continente a través de la interconexión Bacton-Zeebrugge.

## National Grid plc
National Grid plc (Red Nacional) es el operador de red (operador de sistema de la transmisión) en Gran Bretaña.   National Grid es responsable del transporte físico del gas, ya que los transportistas solo deben indicar las cantidades que ingresan y/o salen de la red, y no la ruta de transporte que debe seguir físicamente el gas. National Grid tiene el poder de equilibrar el sistema, si los transportistas en su conjunto están desequilibrados. Esto se logra negociando en el OCM (ver más abajo) y transfiriendo el costo a los transportistas de gas a través del sistema de retiro de efectivo. Cuando el sistema tiene escasez de gas, tiende a forzar al alza los precios en el NBP. Cuando el sistema es de gas largo, el precio se ve obligado a bajar. Esto puede proporcionar un entorno comercial ventajoso para un transportista que tenga contratos de flujo flexible..

## Sistema comercial OCM
Las transacciones en el NBP se realizan a través del sistema de negociación OCM, un servicio de negociación anónimo administrado por ICE ENDEX en el que se pueden publicar ofertas o solicitudes de gas a un precio nominal. La cantidad mínima de gas que se puede comercializar en el OCM es de 4000 termias, por lo que si la posición de un cargador es larga o corta por un volumen inferior a 4000 termias, puede verse obligado a dejar su saldo para cobrar.